# 戀愛的力量
『戀愛的力量』（ピン音:Liàn Ài De Lì Liáng）は、2003年11月25日に発売された、梁静茹（フィッシュ・リョン）のベストアルバム。

## 解説
デビューアルバム『一夜長大』から5作目のアルバム『美麗人生』までに収録された歌から15曲と、日本のロックバンドTHE BOOMの『島唄』をカヴァーした『不想睡』をはじめとする5曲の新曲が収録されたCD2枚組のベストアルバムである。
2004年5月19日には『The Power of Love Songs』のタイトルで日本版が発売され、本作品以降『崇拜』（日本版アルバム名は『J'Adore』）まで、梁静茹のアルバムは日本版が作られるようになった。
台湾ではCD版以外にMV集としてDVD版が2004年1月16日に、VCD版が4月2日に発売されている。

## 収録曲

### Disc One
1. Fly Away - 新曲
作詞:陳沒+張天成、作曲:藍奕邦
2. 聽不到 （聞こえない） - 新曲
作詞:五月天阿信、作曲:五月天阿信
3. Tiffany - 新曲
作詞:方文山、作曲:張佳添
4. 愛是... （愛は...） - 新曲
作詞:葛大為、作曲:陳韋翎
5. 一夜長大　（一夜の成長）
作詞:李宗盛、作曲:許華強
6. 勇氣 （勇気）
作詞:瑞業、作曲:光良
7. 無條件為你 （無条件）
改編詞:張天成、作曲:Lee,Sang-Ho
8. 分手快樂(獨唱版) （お別れおめでとう）
作詞:姚若龍、作曲:郭文賢
9. 我喜歡 （すき）
作詞:潘協慶、 作曲:潘協慶
10. 為我好 （私のために）
作詞:小寒、作曲:黄韻仁

### Disc Two
1. 不想睡 （眠りたくない） - 新曲
改編詞:陳沒、作曲:宮沢和史
  - THE BOOM『島唄』のカヴァー
2. 如果有一天 （いつの日か）
作詞:易齊、作曲:郭文賢
3. 彩虹 （虹）
作詞:五月天阿信、作曲:五月天阿信+梁伯君
4. 愛你不是兩三天 （ずっと好きだった）
作詞:潘協慶+葛大為、作曲:潘協慶
5. 最想環遊的世界 （一番回ってみたい世界）
作詞:姚若龍、 作曲:郭文賢
6. 對不起我愛你 （愛してごめんね）
作詞:潘協慶+李宗盛、作曲:潘協慶
7. 只能抱著你 （抱き合っていたい） - 
作詞:瑞業、作曲:光良
  - 光良（マイケル・ウォン）とのデュエット
8. 第三者
作詞:李宗盛、作曲:黄韻仁
9. 昨天 （昨日）
作詞:管啓源、作曲:陳小霞
10. 明天的微笑 （明日の微笑み）
作詞:姚謙、作曲:潘協慶

## DVD版収録曲
1. 聽不到
2. Fly Away
3. 不想睡
4. 一夜長大
5. 勇氣
6. 無條件為你
7. 分手快樂
8. 我喜歡
9. 為我好
10. 如果有一天
11. 彩虹
12. 愛你不是兩三天
13. 最想環遊的世界
14. 對不起我愛你
15. 只能抱著你
16. 第三者
17. 昨天
18. 明天的微笑